# Mafinga Hills
De Mafinga Hills zijn een bergketen met een lengte van ongeveer 100 km in het oosten van Zambia aan de grens met Malawi. De hoogste top van het gebergte is de Mafinga van 2339 meter. De Mafinga Hills vormen de waterscheiding tussen het dal van de Luangwa en het westen en de rivieren die uitmonden in het Malawimeer in het oosten. Deze waterscheiding is tevens de grens tussen Malawi en Zambia.
Aan de oostkant van het gebergte in Malawi bevindt zich het Mafinga Hills Forest Reserve van 4734 ha dat sinds 1976 een beschermd gebied is.

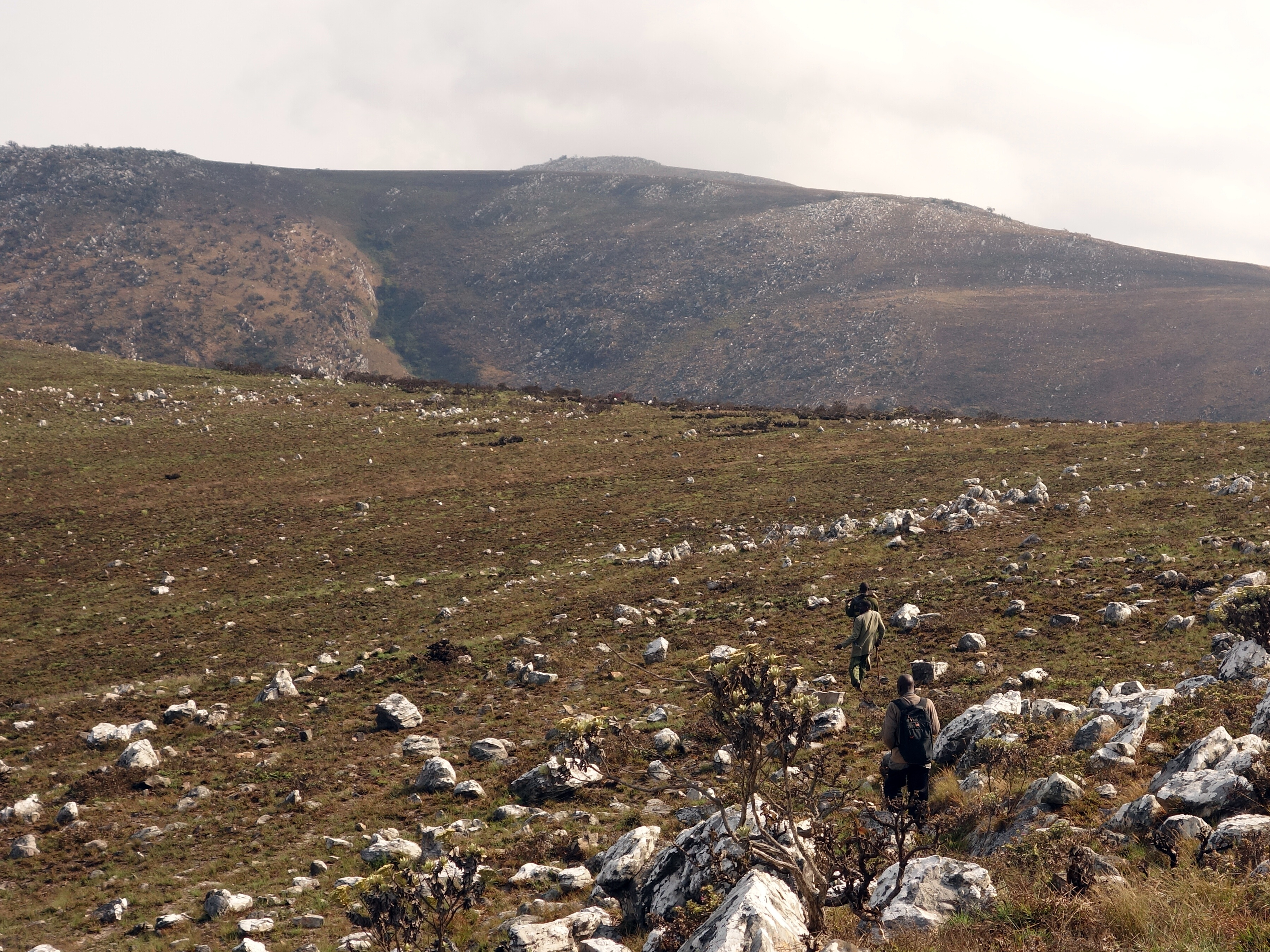
Het hoogste punt, de Mafinga